# 若狭和田駅
若狭和田駅（わかさわだえき）は、福井県大飯郡高浜町和田にある、西日本旅客鉄道（JR西日本）小浜線の駅である。

## 歴史

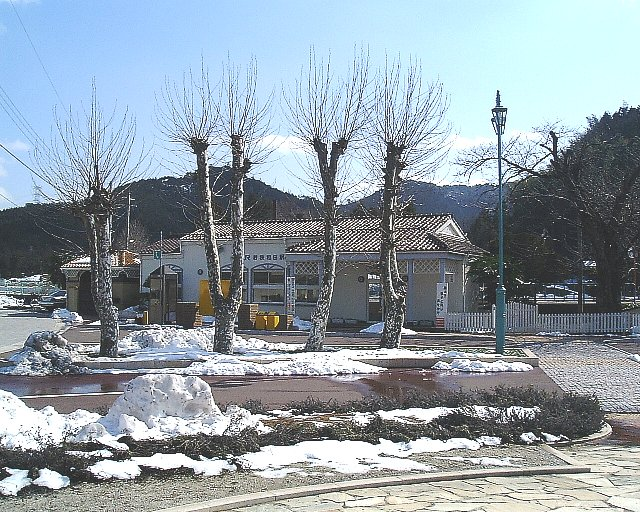
旧駅舎（2002年2月）

- 1925年（大正14年）6月26日：官設鉄道（後に日本国有鉄道）小浜線の若狭本郷駅 - 若狭高浜駅間に若狭和田仮停車場として開業[2][3][4]。
- 1934年（昭和9年）6月1日：駅に昇格し、若狭和田駅となる[1]。同時に貨物・荷物の取扱を開始[4]。
- 1973年（昭和48年）3月15日：貨物・荷物の取扱を廃止[5]。国鉄職員による出札・改札業務を停止し旅客業務について無人化[6]（その後、簡易委託による乗車券販売を開始）[7]。
- 1987年（昭和62年）4月1日：国鉄分割民営化により、西日本旅客鉄道の駅となる[7][8]。
- 2005年（平成17年）
  - 3月10日：現駅舎完成[9]。
  - 3月28日：現駅舎の改築落成式[9]。
- 時期未定：簡易委託を解除し、無人化（予定）[10]。

## 駅構造

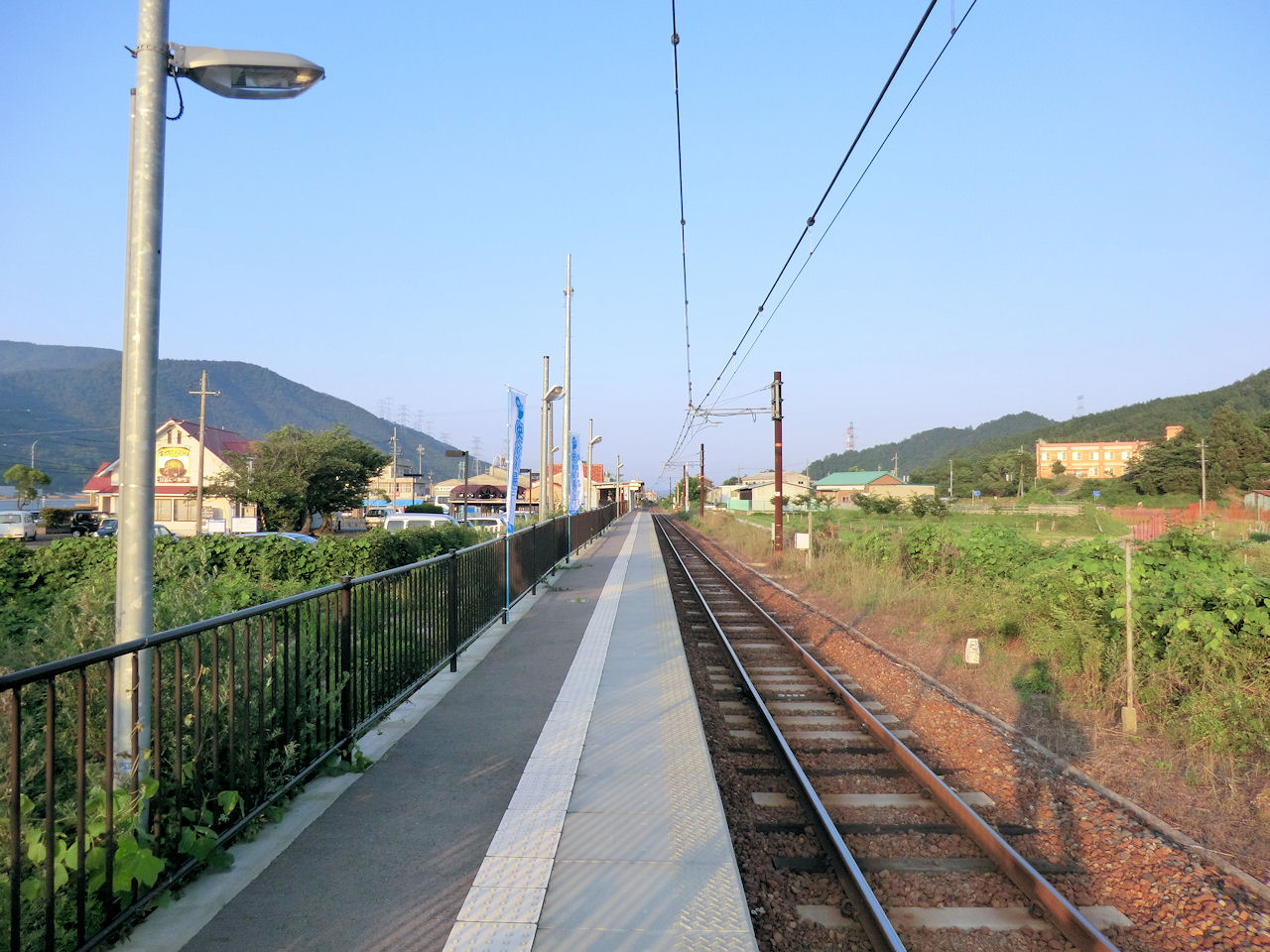
ホーム（2013年6月）

敦賀方面に向かって左側に単式ホーム1面1線を有する地上駅（停留所）。2005年に駅舎が観光案内所併設の「ピースフル和田」として改築された。
金沢支社が管理し、自治体が窓口業務を受託する簡易委託駅である。2025年（令和7年）3月11日以降は指定席券類の販売は行わない予定である。駅係員不在時に備え自動券売機も設置されていたが、現在は撤去されている。ワンマン列車の開扉は無人駅同様の扱いであるが、駅係員がいる時間帯は、乗車券等は列車を降りた後、駅係員に手渡す。

## 利用状況
JR西日本の移動等円滑化取組報告書によると、2023年（令和5年）度の1日平均乗降人員は196人である。
「福井県統計年鑑」によれば、近年の1日平均乗車人員は以下の通り。
| 年度               | 定期外 | 定期 | 総数 |
| ------------------ | ------ | ---- | ---- |
| 1997年（平成09年） | 80     | 105  | 185  |
| 1998年（平成10年） | 78     | 116  | 193  |
| 1999年（平成11年） | 73     | 134  | 207  |
| 2000年（平成12年） | 56     | 136  | 192  |
| 2001年（平成13年） | 58     | 123  | 181  |
| 2002年（平成14年） | 60     | 119  | 179  |
| 2003年（平成15年） | 51     | 101  | 152  |
| 2004年（平成16年） | 46     | 94   | 140  |
| 2005年（平成17年） | 45     | 94   | 139  |
| 2006年（平成18年） | 43     | 94   | 137  |
| 2007年（平成19年） | 47     | 102  | 149  |
| 2008年（平成20年） | 45     | 103  | 148  |
| 2009年（平成21年） | 43     | 108  | 151  |
| 2010年（平成22年） | 43     | 114  | 157  |
| 2011年（平成23年） | 44     | 105  | 149  |
| 2012年（平成24年） | 41     | 106  | 147  |
| 2013年（平成25年） | 39     | 109  | 148  |
| 2014年（平成26年） | 40     | 108  | 149  |
| 2015年（平成27年） | 40     | 103  | 142  |
| 2016年（平成28年） | 41     | 95   | 136  |
| 2017年（平成29年） | 39     | 81   | 121  |
| 2018年（平成30年） | 39     | 79   | 118  |
| 2019年（令和元年） | 42     | 82   | 124  |

## 駅周辺
駅北側を国道27号が、駅東側を福井県道237号線が通る。国道沿いには保健福祉センターや木材工場があり、駅東側には小規模な住宅街がある。駅北側には小学校や郵便局があり、そのまま北西へ抜けると若狭和田海水浴場（若狭和田ビーチ）と和田漁港に至る。海水浴場の近くには民家が多く建つが、所々に民宿などの宿泊施設がある。
駅南側は田園風景となっているが、駅のすぐ近くを若狭西部広域農道が通る。この広域農道沿いには特別養護老人ホーム・配管業の事務所・観光農園がある。
- 若狭和田観光協会
- 若狭和田海水浴場[1]
- 和田漁港
- 青戸入江
- 若狭たかはまエルどらんど[3]
- 小浜警察署和田駐在所
- 和田郵便局
- 真乗寺
- 道の駅シーサイド高浜
- 高浜町国民健康保険和田診療所
- 高浜町保健福祉センター
- 高浜町立和田小学校
- 国道27号
- 福井県道237号畑若狭和田停車場線
- 福井県道266号犬見崎和田線
- 若狭西部広域農道

かつては駅前ロータリー内に「若狭和田駅前」停留所があり、高速バスの「わかさライナー」が発着していたが、2020年（令和2年）5月10日をもって運行を終了した。

## 隣の駅
西日本旅客鉄道（JR西日本）
■小浜線
若狭本郷駅 - 若狭和田駅 - 若狭高浜駅